# Volksstimme (Dresden)

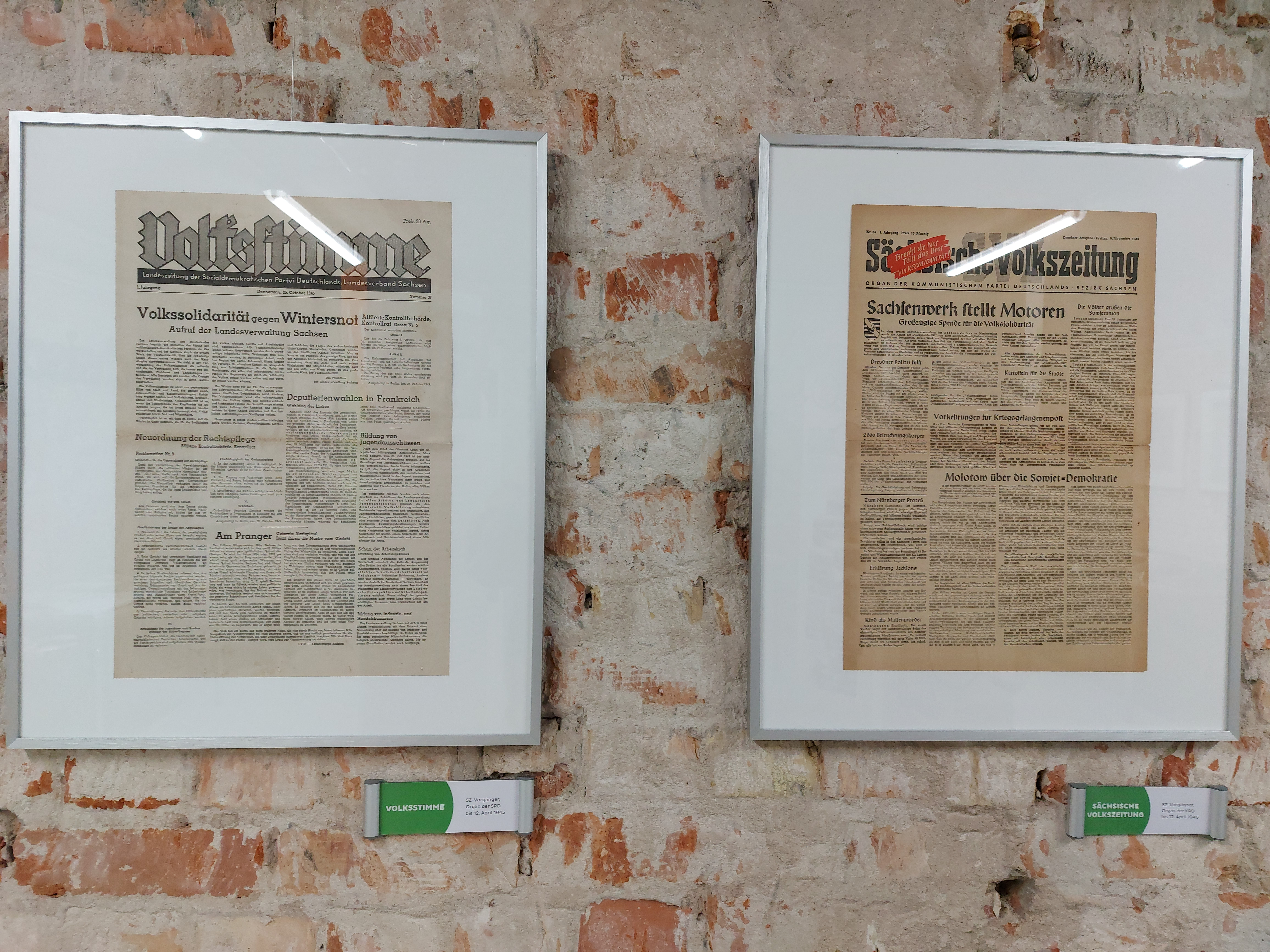
Titelbild der Volksstimme vom Oktober 1945 (links) neben einem Titelbild der Sächsische Volkszeitung vom November 1945 (rechts) in einer Ausstellung im Haus der Presse Dresden

Die Volksstimme war eine Zeitung des Landesverbandes Sachsen der SPD von 1945 bis 1946.

## Geschichte
In Dresden gab es mehrere sozialdemokratische Zeitungen vor 1945, als letzte die Dresdner Volkszeitung, die 1933 eingestellt werden musste.
Seit dem 11. September 1945 erschien die Volksstimme als Landeszeitung der SPD in Sachsen. Die Redaktion befand sich in Dresden. Chefredakteur war anfangs kurz Hans Block, später Kurt Gentz. Es gab Regionalausgaben für Chemnitz und weitere Orte. Die Zeitung erschien zunächst zweimal wöchentlich, dann dreimal wöchentlich und im Frühjahr 1946 sechsmal wöchentlich außer sonn- und feiertags.
Am 12. April 1946 erschien die letzte Ausgabe der Volksstimme in Dresden. Seit dem 13. April gab es die Sächsische Zeitung als Organ der neugegründeten SED, in der die Redaktion der bisherigen KPD-Zeitung Sächsische Volkszeitung bald dominierend war. Kurt Gentz blieb in den ersten Jahren einer von zwei Chefredakteuren.
Die Chemnitzer Ausgabe der Volksstimme blieb als SED-Organ für den Bezirk Chemnitz bis 1962 bestehen.